# چارلز گلوور بارکلا
چارلز گلوور بارکلا (به انگلیسی: Charles Glover Barkla) (متولد ۲۷ ژوئن ۱۸۸۷ - درگذشته ۲۳ اکتبر ۱۹۴۴) فیزیک‌دانی انگلیسی بود. او در سال ۱۹۱۷ به خاطر کشف تابش اشعه ایکس مشخصه عناصر موفق به دریافت جایزه نوبل فیزیک ۱۹۱۷ گردید.
او در دانشگاه لیورپول ریاضیات و فیزیک خواند. در سال‌های بعد در دانشگاه‌های گوناگونی از جمله دانشگاه لیورپول، دانشگاه لندن و دانشگاه ادینبورو تدریس کرد. بارکلا کشف کرد که پرتو ایکس توسط گازها، به نسبتی متناسب با چگالی آن‌ها پراکنده می‌شود.
او از این موضوع استنباط کرد که اتم‌های حجیم‌تر احتمالاً دارای الکترون‌های بیشتر نیز خواهند بود. این پژوهش‌ها موجب به وجود آمدن عدد اتمی گردید.